# Kacir-Chariš
Kacir-Chariš (hebrejsky קָצִיר-חָרִישׁ, v oficiálním přepisu do angličtiny Qazir-Harish, přepisováno též Katzir-Harish) byla místní rada (menší město) v Izraeli, v Haifském distriktu existující v letech 1992–2012 coby spojení dvou obcí Kacir a Chariš.

## Geografie
Leželo v nadmořské výšce cca 100-300 metrů na pahorcích na jihozápadním okraji vádí Ara, nedaleko Zelené linie, která odděluje Izrael v jeho mezinárodně uznávaných hranicích od Západního břehu Jordánu.
Obec sestávala ze dvou sídelních jader vzdálených od sebe víc než 5 kilometrů. Větším z nich je byla dříve samostatná obec Kacir, na jihozápad od ní pak ležel Chariš. Obec se nacházela cca 50 kilometrů severovýchodně od centra Tel Avivu a cca 35 kilometrů jižně od centra Haify. Kacir-Chariš obývají Židé, přičemž osídlení v tomto regionu je etnicky smíšené. Na severní a východní straně převládají města, která obývají izraelští Arabové, například Umm al-Fachm. Na západní straně pak v pobřežní planině převládají Židé.
Město Kacir-Chariš bylo na dopravní síť napojeno pomocí dálnice číslo 65, jež vede podél vádí Ara a z které k němu odbočuje místní komunikace. Chariš byl kromě toho nově napojen i na severojižní tepnu (dálnice číslo 6), takzvanou Transizraelskou dálnici.

## Dějiny

Obydlená část v Chariš

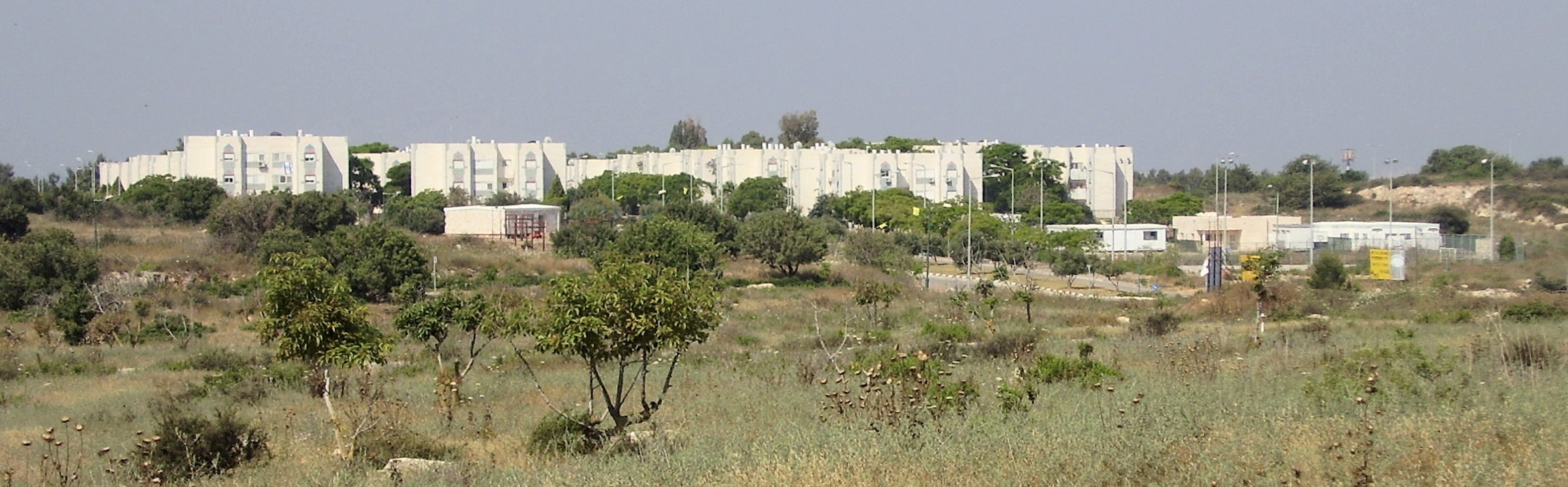
Torzo zástavby v Chariši. V popředí plochy, které byly v 90. letech upraveny pro výstavbu, ale pak nevyužity.

Kacir byl založen v květnu 1982 na pozemcích v majetku Židovské agentury. Vesnice měla status společné osady (jišuv kehilati). Prvotní zástavba spočívala v mobilních karavanech. Počátkem 90. let 20. století tu žilo jen cca 30 rodin.
V roce 1982 vznikla i vesnice Chariš. Původně šlo o polovojenské sídlo typu nachal, které bylo toho roku převedeno na ryze civilní osadu typu kibuc. Ta si vedla ale ještě hůř než Kacir a roku 1993 byla osadníky opuštěna. Pak byla vesnice využívána jen pro pobyt jednotek hraniční policie.
Mezitím ale do Izraele začala proudit masová vlna židovských přistěhovalců z bývalého SSSR. V roce 1991 prosadil tehdejší ministr bydlení a výstavby Izraele Ariel Šaron plán na výstavbu několika nových měst a na posílení těch stávajících podél Zelené linie nazvaný Jišuvej ha-Kochavim, přičemž právě zdejší region byl nejsevernějším řešeným v tomto plánu. V rámci realizace tohoto plánu došlo roku 1992 ke sloučení obou vesnic do jedné obce nazvané zpočátku Tel Iron (טל-עירון) ale roku 1995 přejmenované na Kacir-Chariš. V roce 1996 byl Kacir-Chariš povýšen na místní radu (malé město).
V Kaciru mezitím od 90. let 20. století došlo k velké bytové výstavbě. V roce 1990 začalo budování nové obytné čtvrti na druhém ze zdejších pahorků, zejména pro nové přistěhovalce ze SSSR. Podobné plány se očekávaly i v prostoru Chariše, kde se podle vládních záměrů plánovala výstavba velkého městského celku navrženého pro cca 10 000 rodin. Došlo zde dokonce i k výstavbě inženýrských sítí a komunikací, ale tento obytný soubor se nepodařilo dobudovat. K neúspěchu projektu přispělo i propuknutí druhé intifády, během které o lokalitu ztratili zájem případní obyvatelé i developeři.
V reakci na intifádu se v dubnu 2005 v této oblasti usadila ovšem skupina Židů, která založila cca 2 kilometry východně od Chariše malou osadu Micpe Ilan, která se později stala administrativně samostatnou obcí.
Počátkem 21. století se objevily snahy nabídnout pozemky v Chariši pro výstavbu města určeného pro ultraortodoxní Židy. S tím nesouhlasili místní sekulární obyvatelé, ať už z Chariše nebo z okolních vesnic, a také izraelští Arabové. Vláda roku 2009 finální rozhodnutí o výstavbě odložila. Koncem roku 2009 rozhodl Kneset redukovat navrhovanou kapacitu výstavby v Chariši na 50 000 obyvatel. V březnu 2010 izraelská vláda ustavila zvláštní výbor pro podrobné plánování výstavby v Chariši.
S další výstavbou se počítalo i v Kaciru, který měl dosáhnout kapacity 1200 rodin, přičemž zde měla být většina zástavby realizována ve formě rodinných domů.
V roce 2012 byla obec Kacir-Chariš zrušena a její obě části se osamostatnily.

## Demografie
Podle údajů z roku 2009 tvořili naprostou většinu obyvatel v Kaciru-Chariši Židé - cca 3000 osob (včetně statistické kategorie "ostatní", která zahrnuje nearabské obyvatele židovského původu ale bez formální příslušnosti k židovskému náboženství, cca 3300 osob). O bytové jednotky v tomto ryze židovském městě ale projevili zájem i Arabové ze sousedních přelidněných měst ve Vádí Ara. V roce 1995 zde arabský advokát Džabarin zakoupil pozemek a vyzýval další arabské rodiny, ať se zde usadí. Věc se pak řešila u soudů, které přiznaly jednomu arabskému manželskému páru právo zde postavit dům.
Šlo o středně velké sídlo městského typu s dlouhodobě rostoucí populací. K 30. červnu 2010 zde žilo 3 300 lidí.
| Rok            | 2001 | 2003 | 2004 | 2005 | 2006 | 2007 | 2008 | 2009 | 2010 |
| -------------- | ---- | ---- | ---- | ---- | ---- | ---- | ---- | ---- | ---- |
| Počet obyvatel | 3350 | 3600 | 3669 | 3841 | 3873 | 3970 | 3968 | 3407 | 3300 |

* údaj za rok 2010 zaokrouhlen na stovky